# Campeonato Europeo de Golf Aficionado Femenino
El Campeonato Europeo de Golf Aficionado Femenino (en inglés European Ladies Amateur Championship) es un torneo anual de aficionados de golf. Hasta el 2015 se llamaba la International European Ladies Amateur Championship. Es organizado por la European Golf Association y fue jugado por primera vez en 1986. Es uno de los torneos de  "élite" del World Amateur Golf Ranking. El análogo del torneo para los hombres es la European Amateur.

## Ganadores
| 1986 | Morfontaine Golf Club              | Francia         | Martina Koch            | Alemania Occidental | 286           |               |               |               |
| 1987 | No se celebró                      | No se celebró   | No se celebró           | No se celebró       | No se celebró | No se celebró | No se celebró | No se celebró |
| 1988 | Pedreña Golf Club                  | España          | Florence Descampe       | Bélgica             | 289           |               |               |               |
| 1989 | No se celebró                      | No se celebró   | No se celebró           | No se celebró       | No se celebró | No se celebró | No se celebró | No se celebró |
| 1990 | Zumikon Golf Club                  | Suiza           | Martina Koch            | Alemania Occidental | 295           |               |               |               |
| 1991 | Schönborn Golf Club                | Austria         | Delphine Bourson        | Francia             | 294           |               |               |               |
| 1992 | Estoril Golf Club                  | Portugal        | Joanne Morley           | Inglaterra          | 284           |               |               |               |
| 1993 | Torino Golf Club                   | Italia          | Vibeke Stensrud         | Noruega             | 277           |               |               |               |
| 1994 | Bastad Golf Club                   | Suecia          | Tina Fischer            | Alemania            | 288           |               |               |               |
| 1995 | Berlín Golf Club                   | Alemania        | Maria Hjorth            | Suecia              | 284           |               |               |               |
| 1996 | Furesoe Golf Club                  | Dinamarca       | Silvia Cavalleri        | Italia              | 288           |               |               |               |
| 1997 | Formby Golf Club                   | Inglaterra      | Silvia Cavalleri        | Italia              | 297           |               |               |               |
| 1998 | Noordwijk Golf Club                | Netherlands     | Giulia Sergas           | Italia              | 295           |               |               |               |
| 1999 | Karlovy Varía Golf Club            | República Checa | Sofía Sandolo           | Italia              | 284           |               |               |               |
| 2000 | Amber Baltic Golf Club             | Polonia         | Emma Duggleby           | Inglaterra          | 283           |               |               |               |
| 2001 | Biella Golf Club                   | Italia          | Martina Eberl           | Alemania            | 217           |               |               |               |
| 2002 | Kristianstad Golf Club             | Suecia          | Becky Brewerton         | Gales               | 288           |               |               |               |
| 2003 | Shannon Golf Club                  | Irlanda         | Virginie Beauchet       | Francia             | 293           |               |               |               |
| 2004 | Ulzama Golf Club                   | España          | Carlota Ciganda         | España              | 282           |               |               |               |
| 2005 | Santo da Serra Golf Club (Madeira) | Portugal        | Jade Schaeffer          | Francia             | 286           |               |               |               |
| 2006 | Hamburgo Falkenstein               | Alemania        | Belén Mozo              | España              | 278           |               |               |               |
| 2007 | Golf Nacional                      | Francia         | Caroline Hedwall        | Suecia              | 283           |               |               |               |
| 2008 | GC Schloss Schönborn               | Austria         | Carlota Ciganda         | España              | 289           |               |               |               |
| 2009 | Falsterbo Golf Club                | Suecia          | Caroline Hedwall        | Suecia              | 285           |               |               |               |
| 2010 | Golf & Spa Resort Kunetickà Hora   | República Checa | Sophia Popov            | Alemania            | 280           |               |               |               |
| 2011 | Noordwijkse Golf Club              | Netherlands     | Lisa Maguire            | Irlanda             | 293           |               |               |               |
| 2012 | Diners G&CC Ljubljana              | Eslovenia       | Céline Boutier          | Francia             | 268           |               |               |               |
| 2013 | Aura Golf Club                     | Finlandia       | Emily Kristine Pedersen | Dinamarca           | 276           |               |               |               |
| 2014 | Estonian G&CC                      | Estonia         | Luna Sobrón             | España              | 278           |               |               |               |
| 2015 | Murhof Golf Club                   | Austria         | María Parra             | España              | 273           |               |               |               |
| 2016 | Ganchos Golf Club                  | Suecia          | Bronte Ley              | Inglaterra          | 277           |               |               |               |
| 2017 | Lausanne Golf Club                 | Suiza           | Agathe Laisné           | Francia             | 280           |               |               |               |
| 2018 | Penati Golf Resort                 | Eslovaquia      | Celia Barquín           | España              | 272           |               |               |               |
| 2019 | Parkstone Golf Club                | Inglaterra      | Alice Hewson            | Inglaterra          | 281           |               |               |               |

El 2001 evento se jugó a lo largo de tres rondas debido al mal tiempo.